# Та Ан
Та Ан (на английски: Tha-anne River) е река в централната част на Канада, югозападната част на територия Нунавут, вливаща се в западната част Хъдсъновия залив. Дължината ѝ от над 300 км, заедно с река Коняк ѝ отрежда 121-во място сред реките на Канада. Дължината само на река Та Ан е над 180 км.
Река Та Ан изтича чрез два ръкава от южната част на езерото Саут Хеник (на 184 м н.в.), разположено в югозападната част на територия Нунавут. Само след 4 км отдясно в нея се влива най-големият ѝ приток река Коняк. от там Та ан продължава на югоизток, преминава последователно през езерата Роузблейд (156 м н.в.), Таолинтоа (147 м н.в.) и Хайд (56 м н.в.) и се влива в западната част на Хъдсъновия залив, като заедно с река Тлевиаза образува единна делта.
Реката е открита от търговския агент на „Компанията Хъдсън Бей“ Самюъл Хиърн през 1770 г.